# Jérémie Szeftel
Jérémie Szeftel (* 1977) ist ein französischer Mathematiker, der sich mit Partiellen Differentialgleichungen befasst.
Szeftel wurde 2004 bei Laurence Halpern an der Universität Paris XIII promoviert (Calcul pseudo-différentiel et para-différentiel pour l'étude des conditions aux limites absorbantes et des propriétés qualitatives des EDP non linéaires) und habilitierte sich dort 2012.  Als Post-Doktorand war er 2004 bis 2009 Instructor und Visiting Assistant Professor an der Princeton University. Ab 2004 forschte er für das CNRS an der Universität Bordeaux, und ab 2009 an der École normale supérieure (Paris).  Seit 2010 lehrt er in Teilzeit an der École polytechnique und seit 2013 forscht er für das CNRS an der Universität Paris VI (Pierre et Marie Curie) als Senior Researcher (Labor Jacques-Louis Lions).
Er befasst sich insbesondere mit den Gleichungen der Allgemeinen Relativitätstheorie (ART) und der nichtlinearen Schrödingergleichung (wo er besonders mit Pierre Raphael und Frank Merle zusammenarbeitete, insbesondere Existenz und Stabilität von Blow-up Lösungen). Mit Sergiu Klainerman und Igor Rodnianski bewies er die Vermutung beschränkter {\displaystyle L^{2}}-Krümmung in der ART (im Cauchy-Problem der Vakuum-Einsteingleichungen). Die Arbeit gilt als Durchbruch im mathematischen Verständnis der ART, mit dem eventuell Fortschritte bei einer anderen wichtigen und offenen Frage, der Cosmic Censorship Hypothese,  möglich werden. Die Vermutung wurde 15 Jahre zuvor von Sergiu Klainerman aufgestellt und gibt einen minimalen Rahmen vor, in dem Lösungen der Einsteingleichungen gelten. Im Wesentlichen besagt sie, dass für die Existenz von Lösungen die Krümmung zur Anfangszeit  quadratintegrabel sein sollte. Die Zeit, über die die Existenz der Lösung gesichert ist hängt nur von der {\displaystyle L^{2}}-Norm des Krümmungstensors und einer unteren Schranke des Volumen-Radius der entsprechenden Anfangswert-Daten ab.
Mit Frank Merle, Pierre Raphaël und Igor Rodnianski fand er Anfangsbedingungen für Lösungen mit endlicher Energie der zwei- und dreidimensionalen Navier-Stokes- und Euler-Gleichungen für kompressible Flüssigkeiten mit blow up in endlicher Zeit an einem Punkt (Implosion mit unendlicher Dichte).
2022 zeigte er mit Sergiu Klainerman und Elena Giorgi die Stabilität (gegen kleine Störungen) schwach rotierender schwarzer Löcher (Kerr-Lösung).
2007 erhielt er den Prix Peccot des Collège de France, 2009 den Preis für junge Wissenschaftler der Fondation Sciences Mathématiques de Paris und 2014 den Alexandre Joannides Preis der französischen Akademie der Wissenschaften. Zudem war er 2014 eingeladener Sprecher auf dem Internationalen Mathematikerkongress in Seoul (The resolution of the bounded {\displaystyle L^{2}} curvature conjecture in general relativity). Für 2023 wurde Szeftel der Bôcher Memorial Prize zugesprochen. Ebenfalls 2023 erhielt er den Clay Research Award.

## Schriften (Auswahl)
- mit Klainerman, Rodnianski:  The Bounded L2 Curvature Conjecture, Invent. Math., Band 202, 2015, S. 91–216
- mit E. Dumas, D. Lannes: Variants of the focusing NLS equation. Derivation, justification and open problems related to filamentation, in: Laser Filamentation, CRM Series in Mathematical Physics, Springer 2016, S. 19–75